# Échangeur d'Houdeng-Gœgnies
L'échangeur d'Houdeng-Goegnies est un échangeur situé en Belgique entre l'A7 (E19) et l'A15 (E42). Il constitue un échangeur important sur l'axe routier entre Mons et Liège. Les trois directions vont, en partant de l'ouest, vers Mons, Bruxelles et Liège.